# Scaptodrosophila koraputae
Scaptodrosophila koraputae är en tvåvingeart som först beskrevs av Gupta och Panigrahy 1982.  Scaptodrosophila koraputae ingår i släktet Scaptodrosophila och familjen daggflugor. Inga underarter finns listade i Catalogue of Life.